# وردي وأزرق (رينوار)
وردي وأزرق هي لوحة زيتية للفنان الفرنسي أوجست رينوار رسمها في 1881.اللوحة معروضة حالياً في متحف ساو باولو للفن.